# Quebrada del Peine
Quebrada del Peine är ett periodiskt vattendrag i Chile.   Det ligger i regionen Región de Antofagasta, i den norra delen av landet, 1 100 km norr om huvudstaden Santiago de Chile.
Trakten runt Quebrada del Peine är ofruktbar med lite eller ingen växtlighet. Trakten runt Quebrada del Peine är nära nog obefolkad, med mindre än två invånare per kvadratkilometer.